# Jules Hamel
Julius Caesar Hamel (Amsterdam, 25 mei 1938) is een Nederlands acteur. Hij is een zoon van de acteur en kunstschilder Jack Hamel (1890-1951) en de broer van acteur Maxim Hamel.
Hamel heeft de  Amsterdamse Toneelschool gedaan en zat in de klas met onder anderen Jacques Commandeur, Guido de Moor, Nel Kars en Willem Nijholt. Hamel was vele seizoenen verbonden aan Toneelgroep Centrum. Behalve in vele toneelrollen was hij frequent te zien in speelfilms en televisieseries.
Hamel  trad op 10 april 1961 in het huwelijk met de mannequin Loes Blokker. In 1965 werd het huwelijk ontbonden.

## Filmografie
- De zaak M.P. - (1960)
- Der Reichstagsbrandprozess - Marinus van der Lubbe (1967)
- Wat Zien Ik!? - Sjaak, Nels pooier (film, 1971)
- Kees de jongen - tv-stuk 1971
- Rooie Sien - Jan Meier, artiest (1975)
- Mata Hari (1981)
- Mensen Zoals Jij en Ik - Politieagent (Afl. Kerstavond, 1981)
- De Moeder van David S. - Simon (1982)
- Willem van Oranje - Jan van Nassau-Dillenburg (1983)
- De Zwarte Ruiter - Schellekens (1983)
- Dossier Verhulst - Roel Smits (1986)
- Moordspel - Martijn Lietaard (afl. Gelukkig Nieuwjaar, 1987)
- Voor niks gaat de zon op - Makelaar, hypotheker en aannemer (afl. over huis kopen, 1988)
- Medisch Centrum West - Martijn Oomen (Afl. De toekomst/De vergissing, 1990)
- De Brug - NSB'er Woudstra (1990)
- Mijn idee - Vader van Evelien (Afl. Verdacht, 1988)
- Medisch Centrum West - Martijn Oomen (Afl. Thuisloos, 1991)
- Spijkerhoek - Johannes Dekker (1992)
- Vrouwenvleugel - Lodewijk Zandbergen (1993)
- Ha, die Pa! - Gastrol - dhr. Peters - (Afl. De videocamera, 1993)
- Diamant - Thomas van Tellingen (1993-1994)
- Baantjer (televisieserie) - Dr. Jan-Willem van der Molen (Afl. De Cock en de moord onder doktoren, 1996), Frank van der Meulen (Afl. De Cock met hulp van buitenaf, 2001)
- Kind aan huis - Arthur van der Linden, vader (1997)
- Flodder (televisieserie) - Notaris (afl. Schijnvertoning, 1998)
- De aanklacht - Burgemeester Van Zutphen (afl. De zaak: Judaskus, 2000)
- Wildschut & De Vries - Johan van Raemsdonck (2000)
- Spangen - Rob Alferts (2001)
- Westenwind - Bas Janssen (2000-2003)
- Goede tijden, slechte tijden - Maximiliaan Sanders (2002)
- Grijpstra & De Gier - Leo Corbijn (2005)
- Keyzer & De Boer Advocaten - Rechter Weerdenstein (2005, 2007)
- Zee van tijd - Piet (oud) (2022)
- Oogappels - Pieter (2023-2024)